# SimulationX
SimulationX — це міждисциплінарний програмний комплекс (CAE-Software) для моделювання фізико-технічних об'єктів і систем, який розроблений і продається на комерційній основі фірмою ESI ITI GmbH з Дрездена з 2000 року. SimulationX є наступником програми ITI-SIM, перша версія якої з'явилася в 1993 році. Вчені й інженери, що працюють в промисловості і сфері освіти, використовують цей інструмент для розробки, моделювання, симуляції, аналізу та віртуального тестування складних мехатронних систем. На єдиній платформі програма моделює поведінку і взаємодію різних фізичних об'єктів механіки (1D і 3D), приводної техніки, електричних, гідравлічних, пневматичних і термодинамічних систем, а також магнетизму і аналогових і цифрових систем управління. Одними з основних додатків SimulationX є дослідження в області автомобільних приводів, наприклад такі, як стаціонарний аналіз силових агрегатів, за що SimulationX був удостоєний премії «Top Product of Powertrain Simulation» Товариства Автомобільних Інженерів SAE International в 2006 році.

## Моделювання та Функціонал
Моделі створюються на основі дискретного мережевого підходу. Це означає, що система розбита на логічні частини, які пов'язані певним чином. Ці підсистеми представлені заздалегідь налаштованими або нестандартними елементами моделі, організованими в бібліотеках, специфічних для домену та користувацьких моделей. Підмоделі потім параметризують і з'єднують одну з одною. Моделі можуть бути створені або через графічний інтерфейс користувача, або за допомогою командних рядків Modelica.

## Домени та бібліотеки
Програмний комплекс SimulationX підтримує функціональність Windows і містить попередньо підготовлені групи продуктів, які зібрані в бібліотеки для різних розділів фізики. Ці бібліотеки класифікують модельні об'єкти відповідно до їх фізичних властивостей і сфер застосування. Для створення однієї моделі можна використовувати готові елементи з усіх бібліотек, а також елементи, створені користувачем. Наприклад, гідравлічні, пневматичні та електричні приводи, а також системи управління можуть бути інтегровані в одній моделі разом з елементами механіки систем багатьох тіл. В ході розрахунку можна спостерігати і аналізувати поведінку системи, при цьому параметри можуть бути скориговані. Практичним прикладом цього є будівельні машини, в яких використовуються гідравлічні системи управління. Програмний комплекс SimulationX об'єднує окремі компоненти в єдину систему, придатну для моделювання триботехнічних проблем і для аналізу енергоефективності обладнання та систем управління. У розділі «Флюідтехніка» є бібліотека, яка надає спеціалізовані компоненти для підводної техніки (підводна гідравліка, електрика та інші). З їх допомогою розраховується і аналізується динамічна поведінка компонентів і систем для видобутку і розподілу нафти і природного газу. Іншим застосуванням є віртуальні випробування обладнання для глибоководного буріння і сейсмографії, а також підводних конструкцій і технологій.
SimulationX підтримує мову моделювання Modelica, який використовується зокрема для створення користувачем власних моделей. Моделі зі стандартних бібліотек мови Modelica та інших бібліотек, заснованих на мові Modelica, також можуть бути використані в SimulationX.

## Інтерфейси
SimulationX має відкриті CAx інтерфейси для зовнішніх програм різних напрямків, наприклад, CAE, CAD (SolidWorks, Pro / ENGINEER, Autodesk Inventor), Автоматизована оптимізація САО (Isight, modeFRONTIER, OptiY), FEA / FEM (Abaqus, Ansys, COMSOL Multiphysics, MSC Nastran), CFD.
Інтерфейс CAE дозволяє використовувати SimulationX з іншими інструментами CAE, такими як MSC.Adams, SIMPACK, MATLAB / Simulink, Fluent, Cadmould.
Інтерфейс COM забезпечує комунікації між SimulationX і іншими додатками Windows для вбудованого моделювання, дослідження параметрів або оптимізації.
Для повного структурного і системного аналізу (розрахунки рівноваги, власні частоти, форми коливань, передавальні функції) в SimulationX є вбудовані інструменти.
Зв'язок SimulationX з такими тестувальними та моделювальними платформами, які працюють в режимі реального часу, як LabVIEW, NI VeriStand, dSPACE, ETAS LABCAR та SCALE-RT значно підвищує продуктивність у дизайнерському циклі та скорочує час виходу на ринок нових продуктів.